# Права человека в Литве
Права человека в Литве закреплены в главах II—IV Конституции. Существуют Конституционный суд и институт омбудсмена. Страна является членом ООН, ОБСЕ, Совета Европы и Евросоюза.

## Участие в международной системе прав человека
В 2001 году Литва объявила режим постоянного приглашения для всех специальных процедур Комиссии (позднее — Совета) по правам человека ООН. По состоянию на конец 2019 года, Европейский суд по правам человека вынес 213 постановлений по делам против Литвы, из которых в 150 усмотрел нарушения прав человека.
| Основные документы ООН | Участие Литвы               | Основные документы Совета Европы                                                                                  | Участие Литвы       |
| Международная конвенция о ликвидации всех форм расовой дискриминации                                                                    | Ратифицировала в 1998 г.    | Европейская Конвенция о защите прав человека и основных свобод                                                    | Участвует с 1995 г. |
| Международный пакт о гражданских и политических правах                                                                                  | Присоединилась в 1991 г.    | Протокол № 1 ЕКПЧ                                                                                                 | Участвует с 1996 г. |
| Факультативный протокол к Международному пакту о гражданских и политических правах                                                      | Присоединилась в 1991 г.    | Протокол № 4 ЕКПЧ                                                                                                 | Участвует с 1995 г. |
| Второй Факультативный протокол к Международному пакту о гражданских и политических правах                                               | Ратифицировала в 2002 г.    | Протокол № 6 ЕКПЧ                                                                                                 | Участвует с 1999 г. |
| Международный пакт об экономических, социальных и культурных правах                                                                     | Присоединилась в 1991 г.    | Протокол № 7 ЕКПЧ                                                                                                 | Участвует с 1995 г. |
| Конвенция о ликвидации всех форм дискриминации в отношении женщин                                                                       | Присоединилась в 1994 г.    | Протокол № 12 ЕКПЧ                                                                                                | Не подписывала.     |
| Факультативный протокол к Конвенции о ликвидации всех форм дискриминации в отношении женщин                                             | Ратифицировала в 2004 г.    | Протокол № 13 ЕКПЧ                                                                                                | Участвует с 2004 г. |
| Конвенция против пыток и других жестоких, бесчеловечных или унижающих достоинство видов обращения и наказания                           | Присоединилась в 1996 г.    | Европейская социальная хартия                                                                                     | Не подписывала.     |
| Факультативный протокол к Конвенции против пыток и других жестоких, бесчеловечных или унижающих достоинство видов обращения и наказания | Присоединилась в 2014 году. | Дополнительный протокол к Европейской социальной хартии 1988 года                                                 | Не подписывала.     |
| Конвенция о правах ребёнка | Присоединилась в 1992 г.    | Дополнительный протокол к Европейской социальной хартии 1995 года                                                 | Не подписывала.     |
| Факультативный протокол к Конвенции о правах ребёнка, касающийся участия детей в вооружённых конфликтах                                 | Ратифицировала в 2003 г.    | Пересмотренная Европейская социальная хартия                                                                      | Участвует с 2001 г. |
| Факультативный протокол к Конвенции о правах ребёнка, касающийся торговли детьми, детской проституции и детской порнографии             | Присоединилась в 2004 г.    | Европейская конвенция по предупреждению пыток и бесчеловечного или унижающего достоинство обращения или наказания | Участвует с 1999 г. |
| Международная конвенция о защите прав всех трудящихся-мигрантов и членов их семей                                                       | Не подписывала.             | Европейская хартия региональных языков и языков меньшинств                                                        | Не подписывала.     |
| Конвенция о правах инвалидов | Ратифицировала в 2010 г.    | Рамочная конвенция о защите национальных меньшинств                                                               | Участвует с 2000 г. |
| Факультативный протокол к Конвенции о правах инвалидов                                                                                  | Ратифицировала в 2010 г.    | Конвенция Совета Европы о противодействии торговле людьми                                                         | Участвует с 2012 г. |
| Международная конвенция для защиты всех лиц от насильственных исчезновений                                                              | Ратифицировала в 2013 г.    | Конвенция о правах человека и биомедицине                                                                         | Участвует с 2002 г. |